# The Pirouettes
The Pirouettes es un dúo francés de electropop y synthpop proveniente de la ciudad de Annecy, formado en 2011 y compuesto por Leo Bear Creek y Vickie Chérie.

## Historia

### 2011-2015: Formación y primeros años
En 2005, el hermano mayor de Leo decide crear una banda llamada Coming Soon. Mientras completaban a los integrantes, Leo aceptó ser el baterista.
En el 2011, después de la experiencia musical con Coming Soon, Leo escribe una canción para Victoria, y la convence de cantarla con él durante la "semana de talentos" de su bachillerato, después de publicarla en Youtube. Y así fue como crearon The Pirouettes, bajo los nombres artísticos de Vickie Chérie y Leo Bear Creek. En aquel momento, Vickie estudiaba fotografía y video en Arts Déco, lo que le permitiría más adelante realizar los videoclips de la agrupación. Un año después de su creación, lanzaron su primer EP: Pirouettes.
El 17 de febrero de 2014 lanzaron su segundo EP: L'importance des autres.
En el 2015 participaron en la Primavera de Bourges, uno de los festivales musicales más antiguos de Francia. En noviembre, lanzaron el videoclip Soleil rare, realizado por Victor Poullain.

### Desde 2016: Primer álbum
En el verano de 2016 fueron invitados a Los Ángeles por el diseñador y fotógrafo Hedi Slimane para Yves Saint Laurent, junto con otros artistas de la nueva escena francesa. Victoria filma esta estancia y publica el video en el canal de Youtube del grupo. Lo presentan como un episodio de reality show.
Su primer álbum, Carrément, carrément, aparece el 16 de septiembre de 2016. El álbum fue editado por su propia disquera: Kidderminster Récords. Con el fin de promocionarlo, revelaron cuatro días antes el videoclip de su sencillo L'escalier, realizado por Victoria. Asimismo, ella realizó la portada del álbum, así como la imagen del grupo en general.
En enero de 2017, lanzaron el videoclip de su sencillo Jouer le jeu, realizado por Kevin Elamrani-Lince. Con motivo del día de San Valentín, Bertrand Le Pluard realizó un remix de L'escalier para la revista Mixte y la marca Emporio Armani. En abril, fueron invitados en el videoclip del rapero Hyacinthe, titulado Sur ma vie. Un mes después aparece el videoclip de Signaux, realizado una vez más por Kevin Elamrani-Lince. Durante el verano participaron en diversos festivales, particularmente en el Solidays, Les Francofolies y el Fnac Live.
El 25 de enero de 2018, el grupo publicó una foto en su cuenta Facebook, indicando que se encontraban en el estudio para la grabación de un nuevo álbum, previsto para el otoño 2018. En abril, lanzan Tu peux compter sur moi, el primer sencillo de su segundo álbum. Este nuevo álbum, Monopolis, salió el 28 de septiembre de 2018.

## Discografía

### EPs
- 2012 : Pirouettes
- 2014 : L'Importance des autres

### Álbumes
- 2016 : Carrément, carrément
- 2018 : Monopolis
- 2020 : Equilibre

### Sencillos
- 2015 : 2016 (En ce temps-là)
- 2016 : Je nous vois
- 2016 : L'Escalier
- 2016 : Dans le vent d'ét
- 2018 : Tu peux compter sur moi
- 2019 : San Diego
- 2020 : Lâcher prise
- 2020 : Il n'y a que toi
- 2020 : Encore un peu d'amour
- 2020 : Ciel radieux
- 2020 : Tu parles trop